# Завалівське лісництво
Завалівське лісництво — територіально-виробнича одиниця ДП «Бережанське лісомисливське господарство» Тернопільського обласного управління лісового та мисливського господарства, підприємство з вирощування лісу, декоративного садивного матеріалу.

## Об'єкти природно-заповідного фонду
На території лісництва знаходиться ? об'єктів природно-заповідного фонду: